# Cadillac V-16
 (décembre 2023).
Si vous disposez d'ouvrages ou d'articles de référence ou si vous connaissez des sites web de qualité traitant du thème abordé ici, merci de compléter l'article en donnant les références utiles à sa vérifiabilité et en les liant à la section « Notes et références ».
La Cadillac V-16 (parfois appelée Cadillac Sixteen) est l'automobile haut-de-gamme de la marque Cadillac depuis son lancement en janvier 1930 jusqu'à ce que sa production ne s'arrête en 1940 à cause de la guerre en Europe. Toutes les voitures produites ont été commandées personnellement par les clients et ainsi seulement 4 076 exemplaires ont été vendus. La majorité de ceux-ci ont été construits dans la seule année 1930, avant que la Grande Dépression ne prenne le pas sur les ventes. C'est la première voiture fonctionnant en V16 produite aux États-Unis. Elle a été dessinée par Harley J. Earl.

## Genèse
En 1926, Cadillac a commencé le développement d'une nouvelle voiture "multi-cylindres". Une exigence d'un client a été demandée pour une voiture propulsée par un moteur à la fois plus puissant et plus fluide que toute autre disponible. Le développement s'est déroulé dans le plus grand secret au cours des années suivantes; un certain nombre de voitures prototypes ont été construites et testées lors du développement du nouveau moteur, tandis que le chef de Cadillac, Larry Fisher, et le styliste de GM, Harley Earl, ont fait le tour de l'Europe à la recherche de l'inspiration des meilleurs carrossiers européens. Contrairement à de nombreux constructeurs de voitures de luxe, qui vendaient des châssis nus à habiller par des entreprises de construction de carrosseries extérieures, General Motors avait acheté les carrossiers Fleetwood Metal Body et Fisher Body pour maintenir toutes les activités en interne. Un châssis Cadillac nu pouvait être acheté si un acheteur insistait, mais l'intention était que peu de gens en aient besoin. Un concessionnaire Cadillac en Angleterre, à savoir Lendrum & Hartman, a commandé au moins deux de ces châssis dans une configuration de conduite à droite, encore plus rare et a fait construire par Vanden Plas (Belgique) d'abord une élégante limousine-landaulet (moteur no 702297), puis une berline sportive avec des ailes inhabituelles et des plaques de marche rétractables au lieu de marchepieds (moteur no 702298, qui a été montré avec succès lors de divers événements du Concours d'élégance en Europe avant d'être acheté par le jeune Nawab de Bahawalpur); ces deux voitures ont survécu. Un troisième châssis conduite à droite a été commandé par le maharaja indien d'Orccha (Bhopal) et envoyé à Farina en Italie, en juillet 1931, (moteur entre # 703136 et # 703152).
Ce n'est qu'après le krach boursier de 1929 que Cadillac a annoncé au monde la disponibilité de la Cadillac la plus coûteuse à ce jour, la nouvelle V-16 Series 452. Le nouveau véhicule a été présenté pour la première fois au salon de l'automobile de New York le 4 janvier 1930. Malgré le mauvais timing et le prix de détail élevé, et bien que les ventes baisseront considérablement plus tard, le lancement "a dépassé les aspirations les plus chères de Cadillac".

## 1930-1937

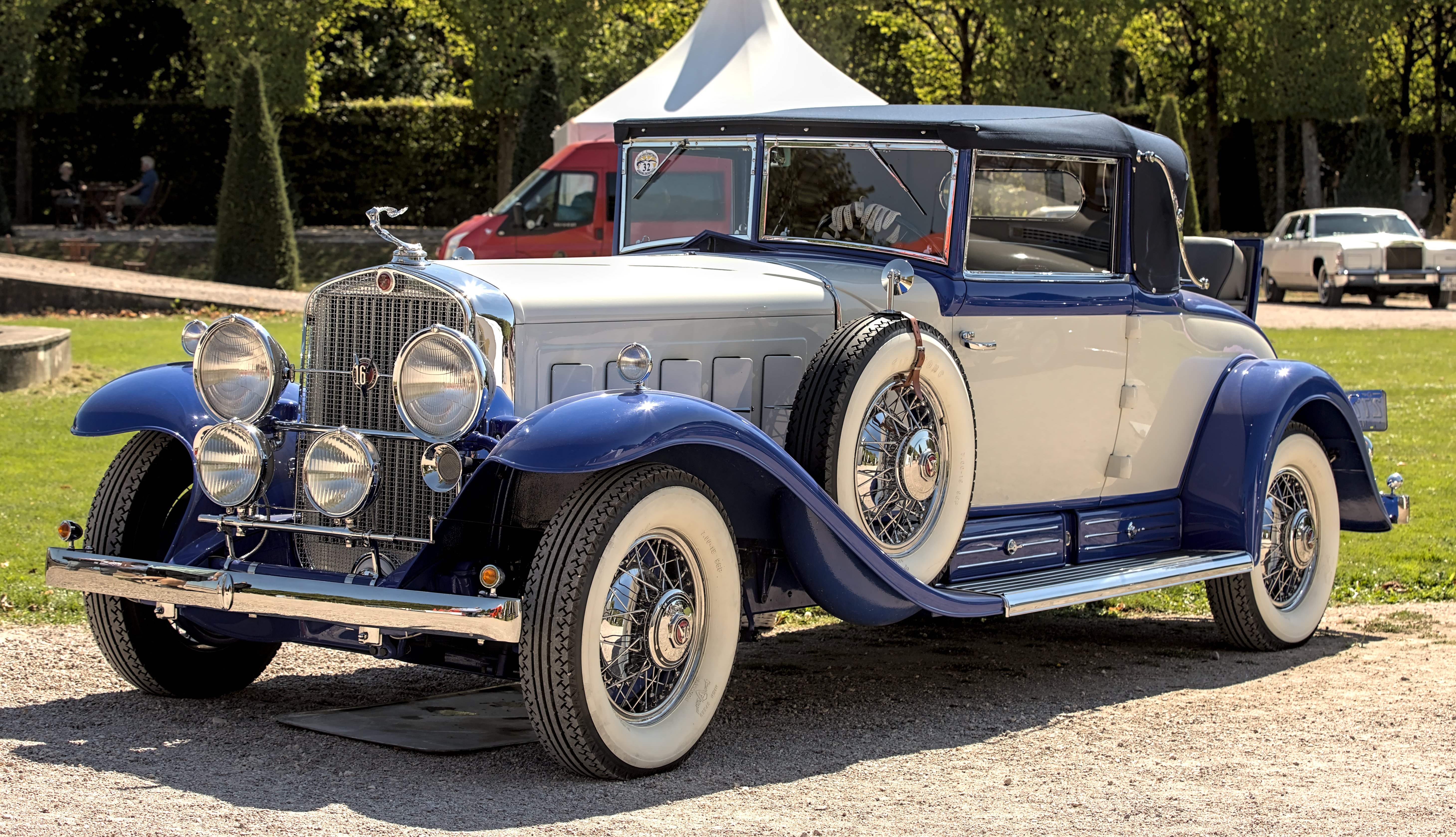
Cadillac V-16 convertible de 1930.

Le Cadillac V-16 se distingue par son moteur V-16 pionnier.
Lors de son introduction, la nouvelle voiture a attiré des critiques élogieuses de la presse et une énorme attention du public. La production de janvier a atteint en moyenne quelques voitures par jour, puis est passée à vingt-deux. En avril, 1 000 unités avaient été construites et, en juin, 2 000 voitures. Ceux-ci pouvait être commandés avec une grande variété de carrosseries. Le catalogue Fleetwood pour le V-16 de 1930 comprenait 10 styles de carrosserie de base; il y avait aussi une enveloppe contenant une trentaine de dessins de concepteurs supplémentaires. Les recherches du Cadillac-La Salle Club, Inc. mettent à 70 le nombre de numéros de travail / style différents construits par Fisher et Fleetwood sur le châssis Sixteen.
À partir de juin 1930, cinq nouveaux V-16 participent à une tournée promotionnelle dans les grandes villes européennes, dont Paris, Anvers, Bruxelles, Amsterdam, Utrecht, Copenhague, Stockholm, Berlin, Cologne, Dresde, Francfort, Hambourg, Munich, Nuremberg, Vienne (où ils ont gagné des prix), Berne, Genève, Lausanne, Zurich, Madrid, Saint-Sébastien, La Baule et Angers. Au retour d'Espagne, la caravane des V16 s'est également arrêtée dans la ville de Cadillac, dans le sud-ouest de la France, bien que cette ville n'ait aucun lien avec la marque, si ce n'est son nom.
Après le pic des commandes de V-16 au milieu des années 1930, la production a chuté brusquement. En octobre 1930, seulement 54 voitures ont été construites. Les chiffres les plus bas pour les voitures 452 / 452A de 1930–31 étaient août 1931 (sept unités) et novembre 1931 (six unités). La production minimale s'est poursuivie pendant le reste de la décennie, avec seulement 50 unités construites en 1935 et en 1937. 1940 n'a été que légèrement meilleure avec un total de 51 unités. Sans surprise, Cadillac a estimé plus tard qu'ils avaient perdu de l'argent sur chaque V-16 qu'ils vendaient.
La production du V-16 original s'est poursuivie sous divers noms de modèle jusqu'en 1937. La carrosserie a été repensée en 1933 pour le modèle 452C. Les innovations comprenaient la ventilation individuelle sans tirage Fisher (ou fenêtres d'aération).
Pour 1934, la carrosserie a été redessinée à nouveau et dénommé comme 452D, et comme 452E en 1935. Le V-16 présentait désormais le toit tout en acier Fisher Turret Top, bien que les voitures soient toujours construites par Fleetwood. Cette même conception de base resterait pratiquement inchangée jusqu'en 1937. Avec un empattement de 154,0 pouces (3 912 mm) et un poids à vide allant jusqu'à 6 600 livres (3 000 kg), ce sont peut-être les plus grandes voitures de série jamais produites aux États-Unis. La production combinée pour les années modèles 1934 et 1935 était de 150. Elle a été rebaptisée Série 90 en 1936 alors que Cadillac réorganisait les noms de leurs modèles. Cinquante-deux unités ont été vendues cette année-là, dont près de la moitié ont été commandées comme limousines. Des freins hydrauliques ont été ajoutés pour 1937, la dernière année de production. Cinquante véhicules ont été produits.

### Production / Ventes
Production / Ventes :
- 1930 : 2 500
- 1931 : 750
- 1932 : 300
- 1935 à 1937 : 49 chaque année

## 1938-1940
Les V-16 "Series 90" et V-12 "Series 80 et 85", ont été essentiellement fusionnés pour 1938 avec l'introduction du nouveau V-16 à tête en L. Le moteur de 7,1 L était une soupape de blocage (tête plate), et comportait un angle en V de 135 ° plus large, des carburateurs doubles, des pompes à carburant doubles, des distributeurs doubles, des pompes à eau doubles et un vilebrequin à neuf roulements principaux (par rapport à la manivelle à cinq roulements de l'OHV V-16) et produit les mêmes 185 ch (138 kW) que les versions ultérieures du V-16 d'origine avec encore plus de douceur et doté les Sixteens de 38 à 40 avec l'accélération la plus rapide de toutes les voitures du monde à l'époque, quel que soit le poids[citation nécessaire] ainsi qu'une économie de carburant légèrement améliorée par rapport aux voitures OHV V-16. Ce moteur était presque silencieux au ralenti et fonctionnait exceptionnellement en douceur. L'empattement a été réduit à 141,0 pouces (3 581 mm), la carrosserie est restée à 222,0 pouces (5 639 mm) de longueur totale. Les "Sixteens" (comme Cadillac les appelait) étaient essentiellement des voitures de la série 75 avec le nouveau moteur V-16, bien qu'elles diffèrent du pare-feu avant des voitures V-8 et aient plusieurs autres différences de finition. Les tableaux de bord étaient identiques et changés chaque année avec les voitures V-8 de 1938 à 1940. Seuls les Sixteens de '38 avaient un klaxon qui avait "Sixteen" en écriture art déco; les modèles '39 et '40, comme le V-8, avaient l'écusson Cadillac sur le klaxon. Trois cent quinze ont été vendus la première année, 138 la suivante. La production des modèles de 1940 prend fin en décembre 1939.

## Aujourd'hui
La Cadillac V-16 est aujourd'hui reconnue comme l'une des plus belles automobiles de l'ère d'avant-guerre par de nombreuses autorités. Le Classic Car Club of America classe tous les V-16 en tant que CCCA Full Classics, une cote réservée uniquement aux plus belles voitures de la période 1925-1948. Les valeurs reflètent ces opinions; des exemples particulièrement bien entretenus de la production de 1930 peuvent changer de mains pour plus de 500 000 $ US en 2004. Comme toujours, les cabriolets sont les plus appréciés, et les voitures plus anciennes plus que les véhicules de 1938-1940. Une berline de 1938 en bon état peut se vendre pour moins de 80 000 $ US. Certains véhicules à carrosserie personnalisée se sont vendus encore plus chers.

## Concept car
En 2003, Cadillac a créé un concept-car appelé le Sixteen, qui utilisait un moteur V-16 de 13,6 litres développant 1 000 ch (746 kW; 1 014 ch). Même s'il utilisait le style de conception actuel «A&S» (Art & Science) qui est la marque stylistique de Cadillac, il partageait de nombreux petits détails du V-16 classique. Le Sixteen est également connu pour avoir le logo du volant en cristal massif et une horloge Bulgari.